# Château de Villemereuil
Le château de Villemereuil est un château situé à Villemereuil, dans le département de l'Aube (10) dans le sud de la Champagne, en France.

## Localisation
Le château est situé sur la commune de Villemereuil, dans le département français de l'Aube. L'édifice est situé à l’écart, au milieu de bois et d’un grand parc.

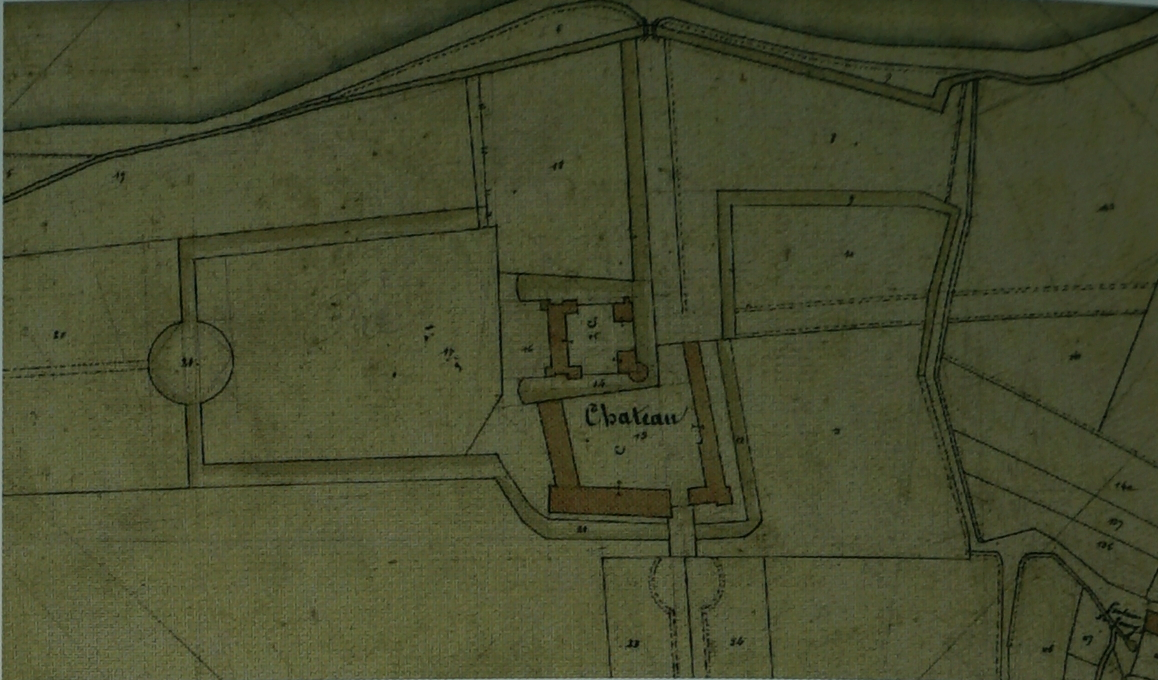
Sur un cadastre de 1839.

## Description
Du château de Foissy subsistent deux jolis pavillons en craie, baignés par l’eau des fossés, dont l’un est flanqué d’une tourelle. La demeure actuelle, en retrait, Jean-Jérome Molé l’a construite en brique en style Louis XIII. 

## Historique
Aux XIIIe et XIVe siècles, la terre de Villemereuil et son château appartenaient aux familles nobles Dinteville puis Foissy qui, au début du XVIe siècle obtinrent l’autorisation de doter leur château d’un pont-levis.  
Claude V Molé, acquit le domaine en 1656. Il appartenait à la branche aînée d’une importante famille de négociants de la ville de Troyes, dont la branche cadette s’illustra au parlement de Paris et au gouvernement. Seigneur de Villy, maître d’hôtel ordinaire du Roi, il épousa la fille de Jérome de Mesgrigny, seigneur de Villebertin. On lui doit la reconstruction du château et son inventaire dressé après sa mort en 1660 qui donne d’intéressantes précisions . 
Dans les années 1675-1695, Pierre-Francois Molé, capitaine au régiment de Navarre fit de Villemereuil sa résidence habituelle. Jean-Jérome Molé, Lieutenant des Maréchaux de France en Champagne, mourut en 1727 sans postérité, laissant le château à sa femme Françoise Thomassin. 
Le domaine fut hérité par Nicolas de Corberon, Président au conseil supérieur d’Alsace, puis l’abbé de Corberon, son frère, et enfin par Marie Béatrice Dupré d’Houville. Celle-ci cependant se fixa à Chasseneuil et vendit le château de Villemereuil en 1776. 
L’acquéreur, Nicola Bonamy, ancien Directeur général des fermes à Lyon, est l’ancêtre d’Eugéne Bonamy de Villemereuil, qui présida le Conseil Général au milieu du XIXe siècle, et du propriétaire actuel, Gérard Bonamy de Villemereuil actuel maire de Villemereuil qui y est toujours résident avec sa famille. 
L'édifice est inscrit au titre des monuments historiques en 1971.
Le château de Villemereuil est une propriété privée et ne se visite pas.

## En images

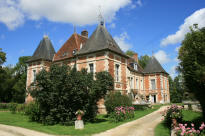
Château de Villemereuil
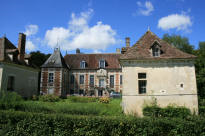
Les pavillons et la demeure (en retrait).
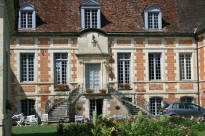
La façade de la demeure, que Jean-Jérome Molé avait construite en brique, style Louis XIII.
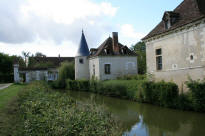
château de Foissy (XIIIe) subsistent deux pavillons en craie, baignés par l’eau des fossés, dont l’un est flanqué d’une tourelle.